# Antoni Muchliński

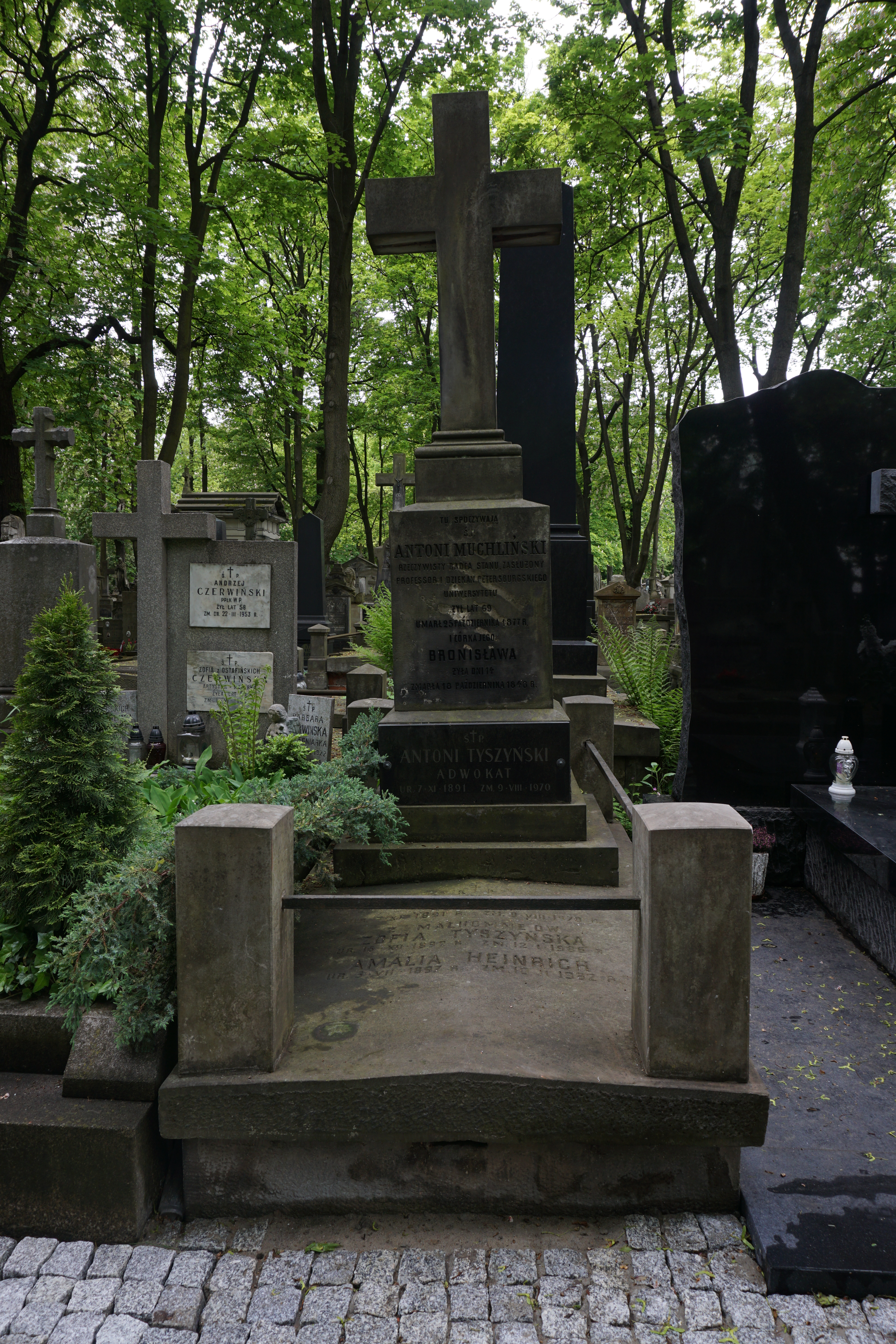
Grób Antoniego Muchlińskiego na cmentarzu Powązkowskim

Antoni Muchliński (ur. w 1808, zm. 25 października 1877) – polski orientalista, badający język i kulturę turecką, arabską oraz Tatarów polskich (litewskich).
Edukacja Muchlińskiego rozpoczęła się od gimnazjum w Mołodecznie. Był wykładowcą w Kazaniu, potem wykładał języki wschodnie na Uniwersytecie Petersburskim, gdzie był profesorem i dziekanem tej uczelni. Odbył podróż badawczą do Egiptu w okresie 1833–1835. Kraj ten odwiedził na krótko także w 1869. Pochowany na cmentarzu Powązkowskim w Warszawie (kwatera 15-3-18).

## Wybrane publikacje
- Ignacy Pietraszewski, Wilno 1861.
- Zdanie sprawy o Tatarach litewskich przez jednego z tych Tatarów złożone sułtanowi Sulejmanowi w r. 1558, Sankt Petersburg 1857.